# Marsais
Marsais – miejscowość i gmina we Francji, w regionie Nowa Akwitania, w departamencie Charente-Maritime.
Według danych na rok 1990 gminę zamieszkiwały 702 osoby, a gęstość zaludnienia wynosiła 29 osób/km² (wśród 1467 gmin regionu Poitou-Charentes Marsais plasuje się na 432. miejscu pod względem liczby ludności, natomiast pod względem powierzchni na miejscu 278.).